# Tyszki-Łabno
Tyszki-Łabno ist ein Dorf in Polen, das der Landgemeinde Kolno (Powiat Kolneński) in der Woiwodschaft Podlachien angehört. Es liegt rund 150 Kilometer nordöstlich der Landeshauptstadt Warschau. 
Das Dorf hat 86 Einwohner.
Die erste schriftliche Erwähnung des Dorfes stammt aus dem Jahre 1421, aber die Ansiedelung in Tyszki-Łabno ist wesentlich älter.